# Jack Bender

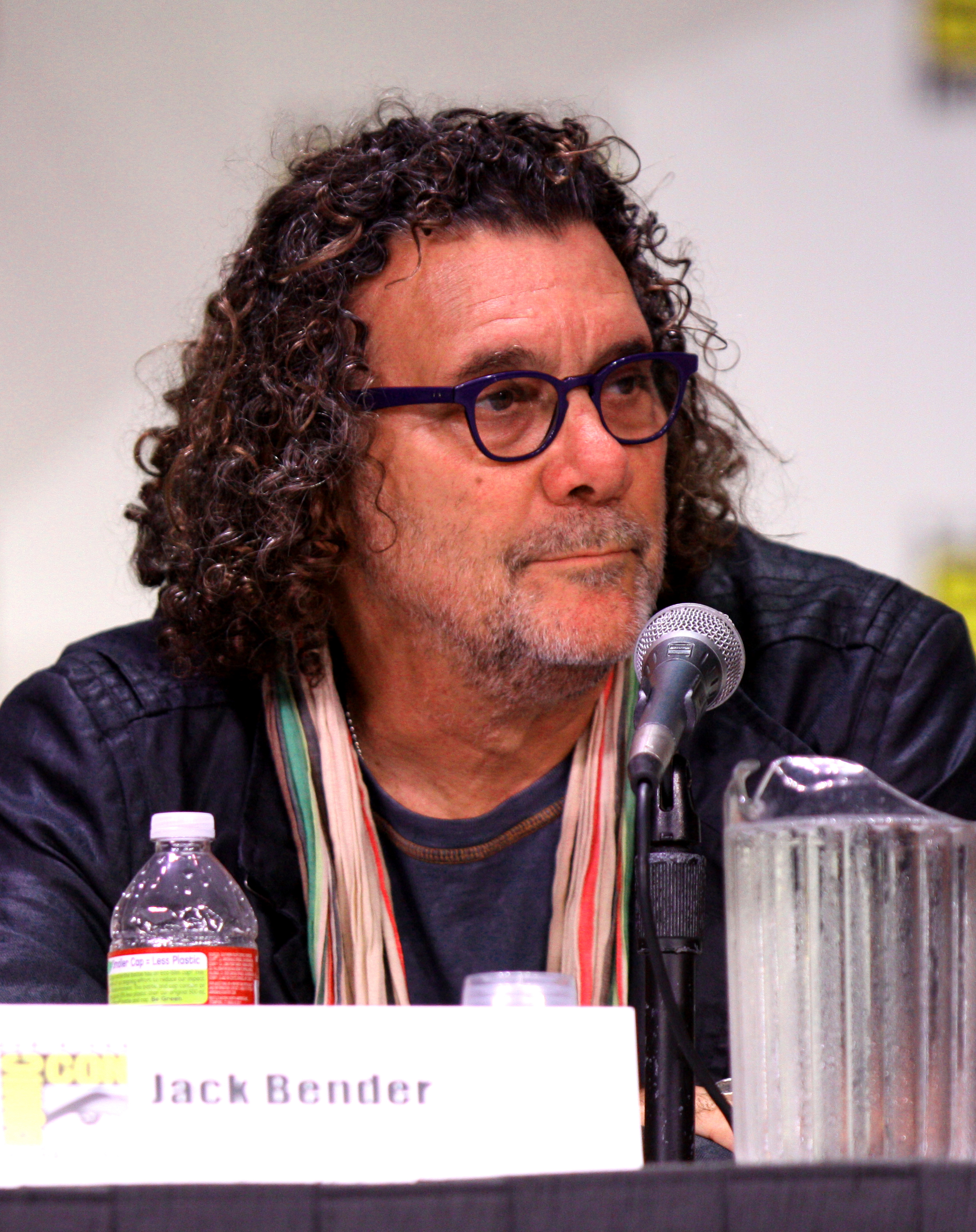
Jack Bender en Madrid en 2011.

Jack Bender (n. 25 de septiembre de 1949) es un director estadounidense de películas y series de televisión, además de actor ocasional. Fue uno de los productores ejecutivos de la serie de ABC Lost, además de dirigir varios episodios. También ha dirigido episodios de series como Northern Exposure, The Sopranos, Carnivàle, Alias, From y Boston Public. 
Se ha anunciado que dirigirá dos episodios de la sexta temporada de Juego de tronos (2016).
En su faceta de actor, Bender ha aparecido en All in the Family, The Bob Newhart Show y The Mary Tyler Moore Show. También ha participado en The Million Dollar Duck, Savage y McNaughton's Daughter.

## Filmografía
- Juego de tronos (serie) (Episodios 5 y 6 de la sexta temporada) (2016)
- Lost (serie) (2004)
- The Lyon's Den (serie) (2003)
- Joan of Arcadia (serie) (2003)
- Carnivàle (serie) (2003)
- The Lone Ranger (película) (2003)
- Boomtown (serie) (2002)
- Presidio Med (serie) (2002)
- Alias (serie) (2001)
- Boston Public (serie) (2000)
- That's Life (serie) (2000)
- The David Cassidy Story (película) (2000)
- My Little Assassin (película) (1999)
- Judging Amy (serie) (1999)
- It Came From the Sky (televisión) (1999)
- The Sopranos (serie) (1999)
- The Tempest (película) (1998)
- Felicity (serie) (1998)
- A Call to Remember (película) (1997)
- Killing Mr. Griffin (película) (1997)
- Friends 'Til the End (película) (1997)
- Profiler (serie) (1996)
- Sweet Dreams (televisión) (1996)
- A Face to Die For (televisión) (1996)
- Nothing Lasts Forever (miniserie) (1995)
- New York News (serie) (1995)
- Lone Justice 2 (película) (1995)
- Family Album (película) (1994)
- Gambler V: Playing for Keeps (película) (1994)
- Armed and Innocent (película) (1994)
- Ned Blessing: The Story of My Life and Times (serie) (1993)
- Love Can Be Murder (película) (1992)
- Child's Play 3 (película) (1991)
- The Perfect Tribute (película) (1991)
- The Dreamer of Oz (película) (1990)
- Beverly Hills, 90210 (serie) (1990)
- Northern Exposure (serie) (1990)
- My Brother's Wife (televisión) (1989)
- Charlie (televisión) (1989)
- Tricks of the Trade (televisión) (1988)
- Side by Side (televisión) (1988)
- The Midnight Hour (televisión) (1985)
- Letting Go (televisión) (1985)
- Deadly Messages (televisión) (1985)
- Shattered Vows (televisión) (1984)
- Two Kinds of Love (televisión) (1983)
- In Love with an Older Woman (televisión) (1982)
- King's Crossing (serie) (1982)
- Fama (serie) (1982)
- Falcon Crest (serie) (1981)
- A Real Naked Lady (serie) (1980)
- The Paper Chase (serie) (1978)
- Eight Is Enough (serie) (1977)